# ヤクストツェル
ヤクストツェル (ドイツ語: Jagstzell) は、ドイツ連邦共和国バーデン＝ヴュルテンベルク州シュトゥットガルト行政管区のオストアルプ郡に属す町村（以下、本項では便宜上「町」と記述する）である。

## 地理

### 位置
ヤクストツェルは、フィルムグルントの森が豊かな地形であるシュヴェービッシュ＝フレンキッシェ森林山地に位置する。この町はヤクスト川の両岸に広がっている。高度は海抜 409 m から 516 m に分布する。

### 隣接する市町村
ヤクストツェルは、北はフランケンハルト、シュティムプファッハおよびフィヒテナウ（以上、いずれもシュヴェービッシュ・ハル郡）、東はエレンベルク、南はエルヴァンゲン、西はローゼンベルク（以上、オストアルプ郡）と境を接している。

### 自治体の構成
自治体としてのヤクストツェルは、中心集落のヤクストツェルをはじめ 30の集落、小集落、家屋群からなる。バーデン＝ヴュルテンベルク州の市町村法が定めるヴォーンベツィルク（ドイツ語: Wohnbezirk、直訳すると「居住管区」）はハウプトオルト（ドイツ語: Hauptort、直訳すると「中心地区」、ヤクストツェル、クロイトオーフ、ヴィンターベルクからなる）とタイルオルト（ドイツ語: Teilorte、直訳すると「部分地区（複数形である）」、その他の部分）の2つがある。

### 土地利用
| 土地利用種別面積 | 農業用地 | 森林   | 住宅地 | 産業用地 | 交通用地 | 水域  | レジャー用地 | その他 |
| ---------------- | -------- | ------ | ------ | -------- | -------- | ----- | ------------ | ------ |
| 面積 (km2)       | 11.77    | 23.32  | 0.58   | 0.12     | 1.13     | 0.39  | 0.08         | 0.58   |
| 占有率           | 31.0 %   | 61.4 % | 1.5 %  | 0.3 %    | 3.0 %    | 1.0 % | 0.2 %        | 1.5 %  |

州統計局の2015年現在のデータによる。

## 歴史
ヤクストツェルは、おそらく、エルヴァンゲン修道院の修道士たちによって修道士のコロニー (ラテン語: cella) としてカロリング時代に創設された。1150年頃この修道院は女子修道院となったが、その時点で約 200年経っていた。この修道院の歴史について多くは判っていない。修道院は1170年に初めて記録されている。この女子修道院が廃止された後、この村はエルヴァンゲン修道参事会諸侯領となった。16世紀初めからブランデンブルク＝アンスバッハ辺境伯も、したがって後にはプロイセンもヤクストツェルに権利を有した。エルヴァンゲン部分は1802年にヴュルテンベルク領となり、プロイセン部分は1806年にバイエルン領となった後1810年に最終的にヴュルテンベルク領となった。ヴュルテンベルク王国内でヤクストツェルはオーバーアムト・エルヴァンゲンに属し、1838年からアーレン郡に編入された。アーレン郡は1973年の郡の再編によって新たに成立したオストアルプ郡に統合された。

## 住民

### 宗教
現在ヤクストツェルにはローマ＝カトリック教会の聖フィトゥス教会と福音主義レーヒェンベルク教会区のクリストゥス教会がある。ヤクストツェルの教会区は、中世にはヴュルツブルク司祭区に属したが、エルヴァンゲンが治めた地域の南部はアウクスブルク司教区に属していた。

## 行政

### 行政共同体
この町は、エルヴァンゲン市の行政共同体に加盟している。

### 議会
町長は、1997年からライムント・ミュラーが務めている。
この町の議会は 12議席からなっており、5年ごとに改選される。

## 文化と見所

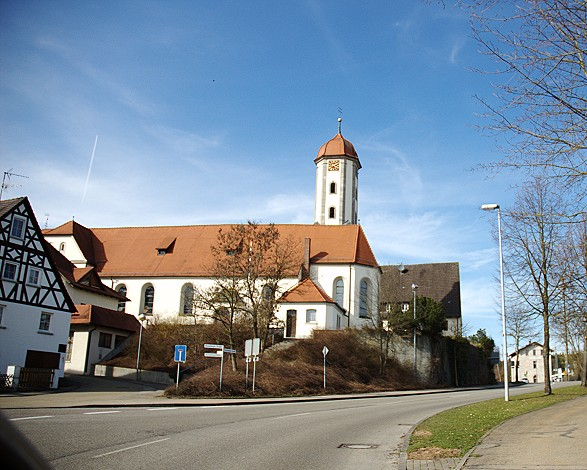
聖フィトゥス教会

### 建築
カトリックの教区教会聖フィトゥス教会は、1498年に後期ゴシック様式で建設され、1747年にバロック化された。ダンコルツヴァイラー地区には14世紀の聖バルバラ礼拝堂がある。この礼拝堂の内陣には後期ゴシック様式の美しいネットヴォールトがある。コイアーシュタットのロマネスク様式の聖ニコラウス礼拝堂は1280年に建造された。この礼拝堂はダンコルツヴァイラーとエレンベルクとの間の広い森の中にポツンと存在している。ヤクストツェルとマッツェンバッハ（フィヒテナウ）との境界付近に、1973年に完成したマッツェンバッハー・ビルト礼拝堂がある。

### 湖
1960年代初めに、洪水防止のためにフィッシュバッハ堰止め湖とオルロート堰止め湖が造られた。これらの小さな湖は、現在では散策地として、また水浴地として人気である。
- 聖ニコラウス礼拝堂
- フィッシュバッハ湖
- オルロート湖

## 経済と社会資本

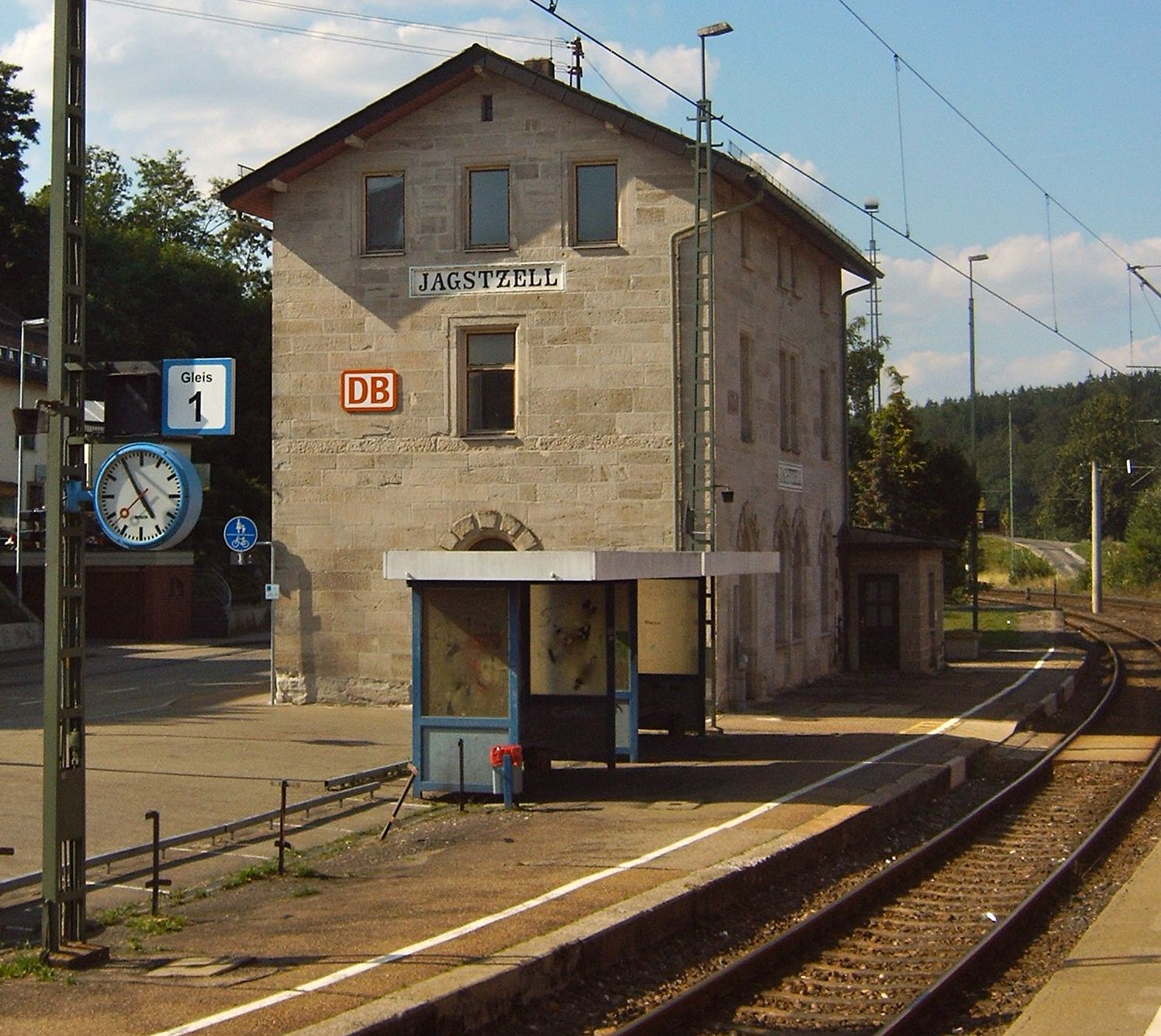
ヤクストツェル駅

### 交通
ヤクストツェルには、アーレン（およびゴルツヘーフェ）とクライルスハイムとを結ぶオーベル・ヤクスト鉄道の駅がある。日中は2時間ごとに両方向へのレギオナルバーンが運行している。
景気振興案 II に従って、2010年夏に上下線のプラットホームが完全に改築され、長さが 120 m に延長された。待合室、看板、その他のプラットホーム施設は、ドイツ鉄道のコーポレートアイデンティティに合致するものとなった。
この町の最も重要な道路が、町内を南北に貫く連邦道 B290号線（タウバービショフスハイム - アーレン）である。連邦アウトバーン A7号線は町域の東をかすめているが、最寄りのインターチェンジは北のディンケルスビュール/フィヒテナウ・インターチェンジおよび南のエルヴァンゲン・インターチェンジである。

### 教育
ヤクストツェルには基礎課程学校が1校ある。2011年までは専修課程を有する本課程学校があったが、それ以後本課程学校の生徒はローゼンベルクまたはエルヴァンゲンで学ぶこととなった。さらに上級の学校は、エルヴァンゲン、アーレン、クライルスハイムにある。